# メドウズ島

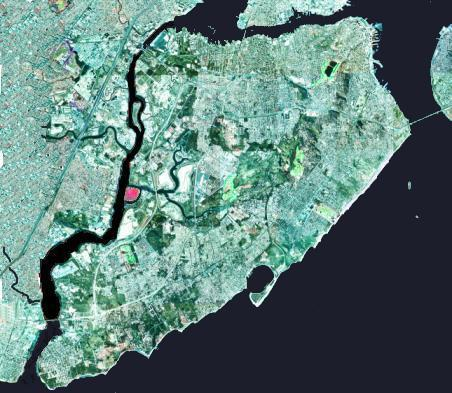
赤で示した部分がメドウズ島。スタテンアイランドの西側にある。

メドウズ島（Isle of Meadows）はアメリカ、ニューヨークのスタテンアイランド区にある100-エーカー (0.40 km2) の無人島。スタテンアイランドの西側に位置し、フレッシュ・キルズがアーサー・キルに注ぎ込むところである。ニューヨークにより所有されている。1990年代にフレッシュ・キルズ埋立地の一部となった。現在はサギ科、トキ亜科の鳥やシラサギが巣をつくる重要な草地や塩沼を提供する自然保護区であり、一般人が行くことはできない。